# Radulphius caldas
Radulphius caldas là một loài nhện trong họ Miturgidae.
Loài này thuộc chi Radulphius. Radulphius caldas được miêu tả năm 1995 bởi Bonaldo & Buckup.